# Carsten Podlesch
Carsten Podlesch (Berlín, 6 de setembre de 1969) va ser un ciclista alemany que s'especialitzà en el mig fons darrere motocicleta. Nascut a l'Alemanya de l'Est, va guanyar quatre medalles als Campionats del món de l'especialitat.
El seu pare Rainer també aconseguí grans resultats en aquesta modalitat.

## Palmarès
- 1992
  -  Campió del món de mig fons amateur
- 1993
  -  Campió d'Alemanya de mig fons
- 1994
  -  Campió del món de mig fons
  -  Campió d'Alemanya de mig fons
- 1995
  -  Campió d'Alemanya de mig fons
- 1996
  -  Campió d'Europa de Mig Fons
- 1998
  -  Campió d'Alemanya de mig fons
- 2000
  -  Campió d'Europa de Mig Fons
  -  Campió d'Alemanya de mig fons
- 2001
  -  Campió d'Europa de Mig Fons
  -  Campió d'Alemanya de mig fons
- 2002
  -  Campió d'Alemanya de mig fons
- 2006
  -  Campió d'Alemanya de mig fons